# Попов, Гавриил Степанович
Гавриил Степанович Попов (1798—1874) — русский публицист из круга мистиков, группировавшихся вокруг обер-прокурора А. Н. Голицына, тайный советник.

## Биография
Происходил из дворян Поповых. Родился 1 (12) июля 1798 года.
Окончив в 1814 году Московский университетский благородный пансион, занял в нём место библиотекаря и комнатного надзирателя, а также стал преподавать некоторые предметы.
В 1818 году окончил кандидатом Московский университет и, по личному избранию министра князя А. Н. Голицына, был назначен старшим помощником секретаря при директоре Департамента народного просвещения. Поповым был составлен первый устав Попечительного о тюрьмах общества, созданного в 1819 году. С октября 1820 до 1883 года он занимал место секретаря в Комитете опекунства израильских христиан. Его служба в этот период была трижды отмечена бриллиантовыми перстнями (в 1819, 1824 и 1826 гг.).
В 1824 году был перемещён в особую канцелярию при Главноначальствующем над почтовым департаментом; в 1831 году, в чине надворного советника (с 1829), был назначен помощником статс-секретаря Государственного совета (с оставлением в прежней должности). Кроме того, в 1827 году он был некоторое время помощником производителя дел временного Комитета по рассмотрению дел бывшей комиссии по сооружению в Москве храма Христа Спасителя.
С 1833 до 1842 года был почётным секретарем ордена Св. Андрея Первозванного, 31 декабря 1840 года произведён в действительные статские советники и 21 января 1841 года назначен исполняющим должность статс-секретаря в департаменте военных дел Государственного совета, с оставлением при князе А. Н. Голицыне, с которым был в весьма близких отношениях, состоя при нём по особым поручениям. 
6 декабря 1842 года Г. С. Попов был удостоен звания камергера; в 1844 году награждён орденом Св. Станислава 1-й степени, в 1852 году — орденом Св. Анны 1-й степени с императорской короной. С 1849 года — почётный член Московского университета; 6 февраля 1850 года был утверждён в звании члена Комитета Общества Попечительного о тюрьмах, а в 1869 году — вице-президентом Санкт‑Петербургского тюремного комитета.
В тайные советники он был произведён 10 января 1858 года и 5 февраля того же года назначен почётным опекуном Санкт-Петербургского опекунского совета с увольнением от должности статс-секретаря Государственного совета; в качестве почётного опекуна, он управлял Экспедицией карточного сбора (с 25 марта 1858), Училищем глухонемых и Больницей всех скорбящих (в 1858); заведовал Императорской Александровской мануфактурой и, после её закрытия — Карточной фабрикой (с 10 сентября 1860 до 29 января 1866). За ликвидацию дел мануфактуры и устройство приписанных к ней крестьян, Г. С. Попов был награждён 19 апреля 1864 года золотой табакеркой с портретом императора Александра II. До этого он уже трижды получал в награду табакерки; с бриллиантами и вензелем Е.И.В. в 1848 году; с алмазами и вензелем Е.И.В. в 1854 году, с бриллиантами в 1855 году. Кроме этого ему «Всемилостиво пожалованы земли в Новгородской губернии» — 2000 десятин. В 1856 году он был награждён орденом Св. Владимира 2-й степени, в 1860 году — орденом Белого орла. В декабре 1864 года избран почётным членом Лазаревского института восточных языков.
Умер в Санкт-Петербурге 19 (31) января 1874 года; похоронен на Волковском православном кладбище.

## Г. С. Попов — писатель
Г. С. Попов, будучи близким человеком к князю А. Н. Голицыну, также, как и он, был мистиком, а одно время даже принадлежал к обществу известной сектантки Е. Ф. Татариновой. Он пользовался большой популярностью преимущественно в бюрократических Петербургских кружках, но старался сближаться и с современными ему деятелями на поприще литературы, к которой питал большое, но безуспешное стремление.
Литературные наклонности Попова проявились в нём очень рано; так, уже в «Каллиопе», альманахе, издававшемся Московским университетским благородным пансионом (1815, 1816 и 1817 годах), он поместил свыше десятка своих оригинальных и переводных статей; в «Вестнике Европы»: 1815 (Ч. 79, № 1) — «Речь о постепенном возвышении человеческих познаний», 1818 (Ч. 97, № 1) — «Речь о главных обязанностях образованного молодого человека, вступающего в общество».
Также были напечатаны:
- «Речь о достоинстве и обязанностях благовоспитанного человека» (М., 1815);
- «Речь о религии, как основе истинного просвещения» (М., 1816);
- «Песнь на победы Россиян, одержанные в Европейской и Азиатской Турции 1828—1829 и на заключение мира с Портой Оттоманской» (М., 1829);
- «Як. Ив. Ростовцову, при праздновании выпуска из Лицея питомца, им определенного, Гаврилова 1-го» (СПб., 1850);
- «К портрету кн. А. Н. Голицына, над могилой его в Тавриде» (СПб., 1850);
- «Сергию Степановичу Ланскому, при праздновании в Гатчинском Сиротском Институте 60-летия государственного его служения» (СПб., 1851);
- «А. М. Потемкину, в день его ангела, в Гостилицах, 30-го марта 1854» (СПб., 1854);
- «Память печали о юных погибших пловцах» (СПб., 1854);
- «Императорскому Московскому Университету в день его столетнего юбилея 12-го янв. 1855 г. от его питомца-пенсионера, им удостоенного звания почетного своего члена» (М., 1855);
- «К портрету гр. С. С. Уварова» (М., 1855);
- «К портрету графа А. А. Закревского» (М., 1855);
- «К портрету кн. Сер. Ник. Голицына» (М., 1855);
- «Памяти князя С. М. Голицына» (СПб., 1859);
- «Посмертная дань одному из последних царедворцев первой половины XIX столетия» (СПб., 1865);
- «Об играх забавы, расчета и корысти. Исторические изыскания и современные соображения» (СПб., 1858);
- «Souvenir douloureux, ou récit du naufrage de cinq jeunes lycéens» (СПб., 1864);
- «Ouverture de la voie ferrée jousqu’au village d’Alexandrovskoé» (СПб., 1866).

## Источник
- Попов, Гавриил Степанович // Русский биографический словарь : в 25 томах. — СПб.—М., 1896—1918.